# Orlando Maldonado
Orlando Maldonado   (Bayamón, 21 de maig de 1959) és un boxejador porto-riqueny, ja retirat, que va competir durant les dècades de 1970 i 1980.
El 1976 va prendre part en els Jocs Olímpics d'Estiu de Mont-real, on guanyà la medalla de bronze en la categoria del pes minimosca. En semifinals va perdre contra el cubà Jorge Hernández.
El 1977 passà al professionalisme, competint fins al 1984. El 1983 va desafiar Rafael Orono pel títol de pes súper mosca del CMB, però va perdre per KO. Es va retirar el 1984 amb un rècord de 27 victòries, 5 derrotes i 2 nuls.